# Championnat d'Islande de football 1998
Navigation
Saison précédente Saison suivante
La saison 1998 du Championnat d'Islande de football était la 87e édition de la première division islandaise. Les 10 clubs jouent les uns contre les autres lors de rencontres disputées en matchs aller et retour.
L'ÍBV Vestmannaeyjar, tenant du titre, a tenté de le conserver face aux neuf meilleurs clubs du pays. Pour la première fois de son histoire, le club de l'IR Reykjavik participe au championnat d'Islande de première division. Quant au þrottur Reykjavik, il revient parmi l'élite après 12 saisons passées dans les divisions inférieures.
L'ÍBV Vestmannaeyjar conserve le titre acquis la saison précédente, en terminant en tête du championnat. Le club remporte le 3e titre de champion d'Islande de son histoire. L'IBV réalise le doublé Coupe-championnat en battant le Leiftur Ólafsfjörður en finale de la Coupe d'Islande. Le KR Reykjavik se classe 2e à 5 points du champion, tandis que l'ÍA Akranes termine sur le podium, 3e à 8 points de l'IBV.
En bas du classement, les deux promus, l'IR Reykjavik et le þrottur Reykjavik redescendent dès la fin de saison en 2. Deild, le þrottur étant relégué par une différence de buts défavorable face au Valur Reykjavik.

## Les 10 clubs participants
| \| Reykjavik : · Valur - KR - Fram - þrottur - IR ÍBK Keflavík ÍA Akranes ÍBV Vestmannaeyjar UMF Grindavík Leiftur Ólafsfjörður \| Clubs participants |
| Reykjavik : · Valur - KR - Fram - þrottur - IR ÍBK Keflavík ÍA Akranes ÍBV Vestmannaeyjar UMF Grindavík Leiftur Ólafsfjörður                          |

| Club                 | Classement 1997 | Stade              | Ville          |
| -------------------- | --------------- | ------------------ | -------------- |
| ÍA Akranes           | 2               | Akranesvöllur      | Akranes        |
| Fram Reykjavik       | 4               | Laugardalsvöllur   | Reykjavik      |
| UMF Grindavík        | 7               | Grindavíkurvöllur  | Grindavík      |
| IR Reykjavik         | 2. Deild        | Laugardalsvöllur   | Reykjavik      |
| ÍBK Keflavík         | 6               | Keflavíkurvöllur   | Keflavík       |
| KR Reykjavik         | 5               | KR-völlur          | Reykjavik      |
| Leiftur Ólafsfjörður | 3               | Olafsfjörðurvöllur | Ólafsfjörður   |
| þrottur Reykjavik    | 2. Deild        | Valbjarnarvöllur   | Reykjavik      |
| Valur Reykjavik      | 8               | Hlíðarendi         | Reykjavik      |
| ÍBV Vestmannaeyjar   | 1               | Hásteinsvöllur     | Vestmannaeyjar |

## Compétition

### Classement
Le barème de points servant à établir le classement se décompose ainsi :
- Victoire : 3 points
- Match nul : 1 point
- Défaite : 0 point

| Rang | Équipe                 | Pts | J  | G  | N | P | Bp | Bc | Diff |
| ---- | ---------------------- | --- | -- | -- | - | - | -- | -- | ---- |
| 1    | ÍBV Vestmannaeyjar T C | 38  | 18 | 12 | 2 | 4 | 40 | 15 | +25  |
| 2    | KR Reykjavik           | 33  | 18 | 9  | 6 | 3 | 25 | 9  | +16  |
| 3    | ÍA Akranes             | 30  | 18 | 8  | 6 | 4 | 27 | 22 | +5   |
| 4    | ÍBK Keflavík           | 28  | 18 | 8  | 4 | 6 | 19 | 23 | -4   |
| 5    | Leiftur Ólafsfjörður   | 25  | 18 | 7  | 4 | 7 | 21 | 21 | 0    |
| 6    | Fram Reykjavik         | 20  | 18 | 5  | 5 | 8 | 21 | 23 | -2   |
| 7    | UMF Grindavík          | 19  | 18 | 5  | 4 | 9 | 24 | 34 | -10  |
| 8    | Valur Reykjavik        | 18  | 18 | 4  | 6 | 8 | 25 | 33 | -8   |
| 9    | Þrottur Reykjavik P    | 18  | 18 | 4  | 6 | 8 | 27 | 39 | -12  |
| 10   | IR Reykjavik P         | 17  | 18 | 4  | 5 | 9 | 20 | 30 | -10  |

|  | Qualifié pour la Ligue des champions 1999-2000 |
|  | Qualifié pour la Coupe UEFA 1999-2000          |
|  | Qualifié pour la Coupe Intertoto 1999          |
|  | Relégation en 2. Deild                         |

### Matchs
| Résultats (▼dom., ►ext.)                                   | IR  | Val | KR  | ÍA  | ÍBV | Fram | Olaf | Kefl | þrot | Grin |
| IR Reykjavik                                               |     | 3-2 | 0-1 | 1-1 | 1-0 | 0-3  | 1-1  | 1-2  | 2-2  | 4-2  |
| Valur Reykjavik                                            | 1-3 |     | 0-3 | 4-2 | 0-0 | 1-2  | 1-0  | 0-1  | 3-3  | 2-0  |
| KR Reykjavik                                               | 3-0 | 0-0 |     | 2-0 | 0-2 | 2-0  | 1-0  | 0-0  | 1-1  | 1-1  |
| ÍA Akranes                                                 | 2-1 | 1-1 | 1-1 |     | 1-0 | 0-4  | 1-0  | 1-1  | 2-2  | 3-0  |
| ÍBV Vestmannaeyjar                                         | 4-1 | 6-1 | 3-1 | 3-1 |     | 2-0  | 2-0  | 4-0  | 3-0  | 2-0  |
| Fram Reykjavik                                             | 0-0 | 3-1 | 0-2 | 1-1 | 0-2 |      | 0-0  | 2-3  | 4-2  | 0-0  |
| Leiftur Ólafsfjörður                                       | 1-0 | 2-1 | 0-0 | 0-4 | 5-1 | 2-0  |      | 1-1  | 3-1  | 3-2  |
| ÍBK Keflavík                                               | 1-0 | 2-2 | 1-0 | 0-1 | 0-3 | 1-0  | 1-0  |      | 1-5  | 3-0  |
| Þrottur Reykjavik                                          | 3-1 | 0-3 | 0-3 | 1-2 | 3-3 | 0-0  | 1-2  | 1-0  |      | 1-6  |
| UMF Grindavík                                              | 1-1 | 2-2 | 0-4 | 0-3 | 1-0 | 4-2  | 3-1  | 2-1  | 0-1  |      |
| - Victoire à domicile - Match nul - Victoire à l'extérieur |     |     |     |     |     |      |      |      |      |      |

## Bilan de la saison
| Tableau d'Honneur                 |                    |
| Compétition                       | Vainqueur          |
| Championnat d'Islande de football | ÍBV Vestmannaeyjar |
| Coupe d'Islande de football       | ÍBV Vestmannaeyjar |
| Coupe de la Ligue                 | KR Reykjavik       |
| Supercoupe d'Islande de football  | ÍA Akranes         |

| Qualifications européennes    |                                   |
| Ligue des champions 1999-2000 | Qualifié                          |
| 1er tour                      | ÍBV Vestmannaeyjar                |
| Coupe UEFA 1999-2000          | Qualifié                          |
| 1er tour                      | KR Reykjavik Leiftur Ólafsfjörður |
| Coupe Intertoto 1999          | Qualifié                          |
| 1er tour                      | ÍA Akranes                        |

| Promotion et relégation |                                         |
| Relégués en 2. Deild    | IR Reykjavik þrottur Reykjavik          |
| Promus en 1. Deild      | Vikingur Reykjavik Breiðablik Kopavogur |

## Meilleurs buteurs
| # | Buteurs                 | Clubs              | Nb de Buts |
| - | ----------------------- | ------------------ | ---------- |
| 1 | Steingrimur Johannesson | ÍBV Vestmannaeyjar | 16         |
| 2 | Tomas Ingi Tomasson     | þrottur Reykjavik  | 14         |
| 3 | Asmunður Arnarsson      | Fram Reykjavik     | 8          |

## Anecdote
Durant cette saison 1998, un Français aura l’occasion de disputer un match de championnat sous les couleurs du club du Þrottur Reykjavik, club luttant pour le maintien. Recruté au mois d’août, Claude Cauvy, footballeur de 24 ans, parvient à signer un contrat sur la base d'un C.V flatteur, indiquant entre autres une formation dans les équipes réserves du FC Barcelone, du Real Madrid et un titre de champion du Chili avec Colo Colo. Il faut souligner que le français jouit à ce moment-là d'un certain crédit à la suite du succès de l'équipe de France durant la coupe du monde 1998.
Titularisé face à l'UMF Grindavík, les dirigeants s'avèrent déçus du rendement du joueur, finalement inférieur à leurs espérances, et décident de le sortir à la mi-temps, alors que le club est mené sur sa pelouse 3 buts à 0. Le Þrottur Reykjavik terminera le match sur une lourde défaite (1-6)  et sera relégué à l’issue de la saison. Claude Cauvy quitte le club à peine un mois plus tard sans joueur aucun autre match, pour jouer au Mexique.